# Andrija Fuderer

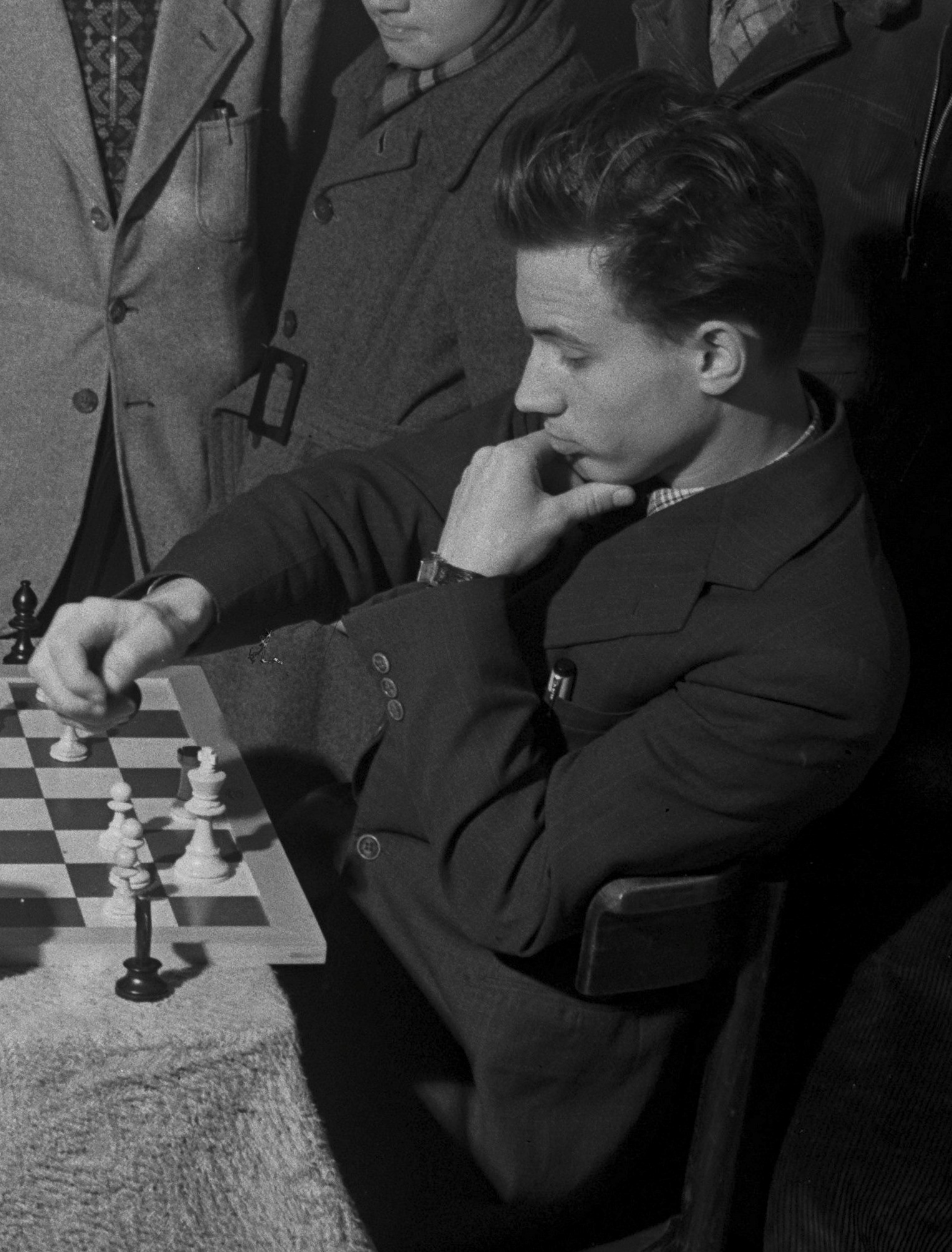
Fuderer (Beverwijk, 1952)

Andrija Fuderer (* 13. Mai 1931 in Subotica; † 2. Oktober 2011 in Palamós) war ein jugoslawischer Schachspieler, der später für Belgien spielberechtigt war.

## Leben
Andrija Fuderer, 1931 in Subotica geboren, spielte für die jugoslawische Mannschaft bei den Schacholympiaden 1952, 1954 und 1958 sowie bei der Mannschaftseuropameisterschaft 1957 in Baden. Im Jahre 1951 wurde er zusammen mit Borislav Milić geteilter Zweiter hinter O’Kelly de Galway in Dortmund. Im Jahr 1953 erreichte er bei der Jugoslawischen Meisterschaft den geteilten 1. Rang. Er qualifizierte sich für das Interzonenturnier in Göteborg 1955, dort belegte er den 14./15. Platz. Im Wettkampf Jugoslawien – UdSSR 1959 gewann er gegen Bronstein 3:1. Der Schachverband FIDE verlieh ihm 1952 den Titel Internationaler Meister , 1990 den Ehrengroßmeistertitel.
Nach dem Misserfolg in Göteborg zog er sich weitgehend vom Schach zurück und konzentrierte sich auf seine berufliche Karriere als Chemiker.
Fuderer galt als talentierter Angriffsspieler. Seine beste historische Elo-Zahl 2674 erreichte er im Januar 1955, damit lag er auf Platz 19 der nachträglich errechneten Weltrangliste.

## Turniererfolge
- Bled 1950: 4. Platz
- Jugoslawische Meisterschaft 1951: 2./3. Platz
- Dortmund 1951: 2./3. Platz
- Belgrad 1952: 2./3. Platz
- Jugoslawische Meisterschaft 1952: 2./3. Platz
- Opatija 1953: 2. Platz
- Jugoslawische Meisterschaft 1953: 1.–3. Platz
- Zonenturnier München 1954: 4. Platz
- Hastings 1954/55: 3.–5. Platz